# E9 (európai út)
Az E9 európai út Európa nyugati részén halad észak-déli irányban. Két országon halad át Franciaország és Spanyolország. Északi kiindulópontja Orléans, Franciaország és a spanyolországi, Barcelonaig tart.

## Települései
- Franciaország: Orléans, Vierzon, Châteauroux, Limoges, Cahors, Montauban, Toulouse, Pamiers
- Spanyolország: Manresa, Terrassa, Barcelona

## Franciaország
Jelzés:
- A71: Orléans - Vierzon
- A20: Vierzon - Montauban
- A62: Montauban - Toulouse
- A61: Toulouse - Montesquieu-Lauragais
- A66: Montesquieu-Lauragais - Pamiers
- N20: Pamiers - Bourg-Madame

## Spanyolország

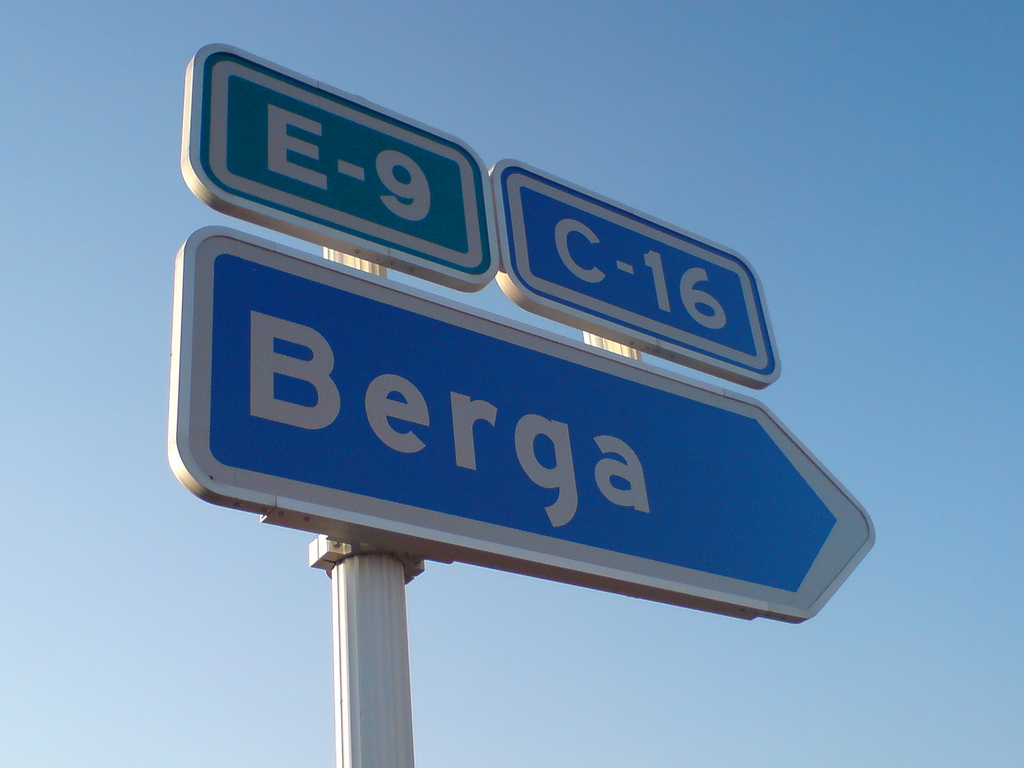
Az E9 Berga közelében

Jelzés:
- N-152: Puigcerdà
- N-260: Puigcerdà - Queixans
- C-16: Riu de Cerdanya - Barcelona